# Liste der Biografien/Esq
Liste der Biografien |
Portal Biografien |
Personensuche
# |
A |
B |
C |
D |
E |
F |
G |
H |
I |
J |
K |
L |
M |
N |
O |
P |
Q |
R |
S |
T |
U |
V |
W |
X |
Y |
Z |
?
 
Ea |
Eb |
Ec |
Ed |
Ee |
Ef |
Eg |
Eh |
Ei |
Ej |
Ek |
El |
Em |
En |
Eo |
Ep |
Eq |
Er |
Es |
Et |
Eu |
Ev |
Ew |
Ex |
Ey |
Ez
 
Esa |
Esb |
Esc |
Esd |
Ese |
Esf |
Esg |
Esh |
Esi |
Esk |
Esl |
Esm |
Esn |
Eso |
Esp |
Esq |
Esr |
Ess |
Est |
Esu |
Esw |
Esz
Die Liste der Biografien führt alle Personen auf, die in der deutschsprachigen Wikipedia einen Artikel haben. Dieses ist eine Teilliste mit 30 Einträgen von Personen, deren Namen mit den Buchstaben „Esq“ beginnt.

## Esq

### Esqu
- Esqueda, Ricardo (* 1981), mexikanischer Fußballspieler
- Esquer, Salvador (* 1969), spanischer Handballspieler
- Esquerita (1935–1986), US-amerikanischer R&B-Sänger
- Esquillan, Nicolas (1902–1989), französischer Bauingenieur
- Esquirol, Jean Étienne (1772–1840), französischer PsychiaterJean Étienne Esquirol (1772–1840)

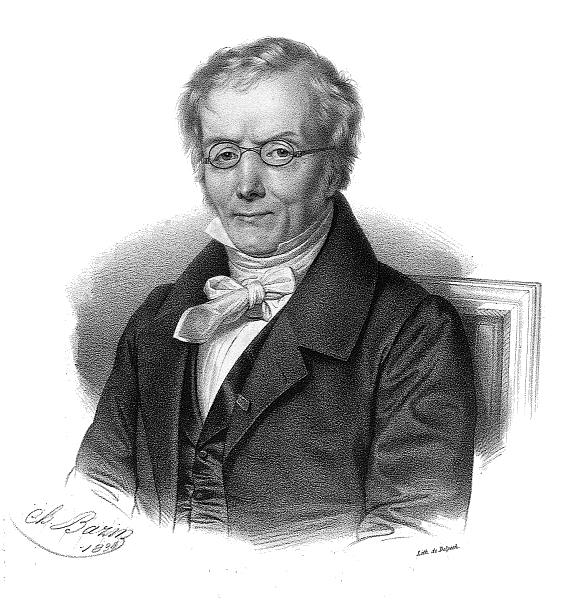
Jean Étienne Esquirol (1772–1840)

- Esquiros, Alphonse (1812–1876), französischer Schriftsteller und Politiker
- Esquith, Rafe, Lehrer
- Esquiú, Mamerto (1826–1883), argentinischer Ordensgeistlicher und römisch-katholischer Bischof von Córdoba
- Esquiva Bañuls, Charo (* 2008), spanische Tennisspielerin
- Esquivel Barahona, Juan, spanischer Komponist und Kirchenmusiker
- Esquivel Ibarra, Ascensión (1844–1923), costa-ricanischer Politiker; Präsident Costa Ricas (1889, 1902–1906)
- Esquivel Kohenque, Adhemar (1929–2013), bolivianischer Geistlicher, römisch-katholischer Bischof von Tarija
- Esquivel Medina, Rogelio (1940–2023), mexikanischer römisch-katholischer Geistlicher, Weihbischof in Mexiko-Stadt
- Esquivel Navarro, Juan de, spanischer Tänzer
- Esquivel Sáenz, Aniceto (1824–1898), Präsident Costa Ricas
- Esquivel, Antonio María (1806–1857), spanischer Maler
- Esquivel, Carlos (* 1982), mexikanischer Fußballspieler
- Esquivel, Celso (* 1981), paraguayischer Fußballspieler
- Esquivel, Enrique, mexikanischer Fußballspieler
- Esquivel, Gerardo (* 1966), mexikanischer Fußballspieler
- Esquivel, Jhonatan (* 1988), uruguayischer Ruderer
- Esquivel, Juan Bautista (* 1980), costa-ricanischer Fußballspieler
- Esquivel, Juan de (1480–1513), spanischer Konquistador
- Esquivel, Julia (1930–2019), guatemaltekische Dichterin und Menschenrechtsaktivistin
- Esquivel, Laura (* 1950), mexikanische Autorin
- Esquivel, Laura Natalia (* 1994), argentinisch-italienische Journalistin, Sängerin und Schauspielerin
- Esquivel, Lucas (* 2001), argentinischer Fußballspieler
- Esquivel, Manuel (1940–2022), belizischer Premierminister (1984–1989) und (1993–1998)
- Esquivel, Roderick († 2010), panamaischer Politiker
- Esquivel, Ximena (* 1997), mexikanische Hochspringerin